# خوان سلایا (شیرجه‌رو)
خوان سلایا (اسپانیایی: Juan Celaya‎؛ زادهٔ ۱ سپتامبر ۱۹۹۸) شیرجه‌رو اهل مکزیک است.
وی در مسابقات کشوری و بین‌المللی در مجموع برندهٔ ۲ مدال طلا، ۲ مدال نقره، ۱ مدال برنز شده است.